# Max Waller
Léopold Nicolas Maurice Édouard Warlomont, más conocido por uno de sus seudónimos, Max Waller (Bruselas, 24 de febrero de 1860-Saint-Gilles, 6 de marzo de 1889), fue un escritor, poeta, crítico literario y dramaturgo belga.

## Biografía
Estudió Derecho en la Universidad Católica de Lovaina, donde también colaboró en la publicación de un periódico estudiantil. Al comienzo de su carrera, publicó bajo diferentes nomes de plume, hasta que finalmente eligió el de Max Waller. Fue unos de los fundadores, en 1881, de la revista literaria La Jeune Belgique.
Falleció joven y tan solo dejó una colección de versos, agrupados en 1887 bajo el título de La Flute à Siebel.